# L-1VE
L-1VE es el primer álbum en vivo de la banda londinense de metal progresivo Haken. Se espera su lanzamiento para el 22 de junio de 2018. La mayor parte del material fue grabado el 13 de abril de 2017, en el escenario Melkweg de Ámsterdam durante el tour del décimo aniversario de la banda. También incluye cuatro canciones adicionales grabadas en el ProgPower USA 2016 en Atlanta, e incluye la participación especial del ex-baterista de Dream Theater Mike Portnoy en el gong, así como todos los vídeos oficiales del álbum 'Affinity'.
El disco en su totalidad cuenta con versiones en vivo de 6 canciones del disco 'Affinity', 5 de 'The Mountain', 1 de 'Restoration' y 'Visions', como también un popurrí de 'Aquarius'.

## Trasfondo
Con respecto al lanzamiento del álbum, la banda, desde su página oficial, comentó:

Lanzar material en vivo es un proyecto que teníamos pendiente desde hace mucho tiempo y sabemos que nuestros fanáticos también llevan tiempo pidiéndolo. Si bien hemos filmado y grabado varias de nuestras presentaciones, sentíamos que había elementos que 'visulamente' podrían mejorarse antes de publicarlo para que todos lo vieran, y no sentíamos que sacar un álbum en vivo fuera lo correcto. Está en nuestra naturaleza creativa ser autocríticos y querer alcanzar la perfección. Es en gran parte debido a la voluntad de la gente que el proyecto se convirtiera en realidad. A nosotros y al sello discográfico le llegaron cientos de correos electrónicos pidiendo un álbum en vivo de alguna forma u otra, lo cual fue bastante halagador. Entonces, lo correcto era darle a la gente lo que ellos querían.

El 11 de mayo de 2018, el canal oficial de YouTube de InsideOut Music publicó una actuación en vivo de 'In Memoriam', a lo que Charlie Griffiths comentó:

In Memoriam es una de esas canciones siempre funcionan al tocarlas en vivo. Supongo porque  hay riffs y ritmos muy buenos que hacen mover a las personas. Además que es asombroso escucharlos cantar durante el estribillo; ¡nosotros amamos esa intereacción obviamente nuestros fanáticos tienen voces estupendas!

El 7 de junio de 2018, el mismo canal lanzó otra actuación en vivo de 'The Endless Knot' y la banda dijo:

The Endless Knot es una de nuestras favoritas en vivo; la reacción del público al empezar el riff del principio siempre nos da escalofríos, sabiendo que todos estamos en una montaña rusa de riffs brutales, dubstep con un pogo amistoso, y épicos cánticos! Es una oportunidad para dejarse soltar mientras presentamos una de las más cortas, si bien complicada, de nuestras canciones.

El diseño artístico fue una vez más por Blacklake, y el audio en vivo fue mezclado por Jerry Guidroz.

## Recepción
Daniel Levy de The Prog Report' elogió al álbum afirmando que "Después de tantos años de demanda de los fanáticos, uno de los gigantes del progresivo moderno finalmente lanzarán un álbum en vivo. Uno que celebra la historia de la banda, con un excelente repertorio, y remarcando sus aspectos más fuertes. Haken lleva portando la antorcha del Metal Progresivo durante mucho tiempo y el tan esperado L-1VE es suficiente para convencer a cualquiera de ello.".
Metal Wani le dio al disco un puntaje total de 95/100, concluyendo que "‘L-1VE’ es un excelente álbum en vivo de Haken, los precursores del metal progresivo moderno. Combina un repertorio dinámico con una intachable ejecución y un sonido altisonante, creando una experiencia que ni fanáticos ni novatos pueden perderse."
The Prog Mind' le dio una calificación de 9/10: "En general, esta es una fantástica ofrenda de Haken, mientras esperamos su próximo álbum. Captura la energía y el poder de la banda, como esperé que lo haría.  Los músicos pueden admirarse en toda su gloria, y Ross [Jennings] está en su salsa brindando increíbles altos y una innegable carisma".
Progressive Music Planet también calificó al álbum con un 9/10, indicando que "El sonido en la presentación de Ámsterdam es excelente, si bien un poco ligero [...] Pero lo que nos dan es un repertorio de sonido estupendo. Puedo escuchar todo y a todos como uno esperaría que fuera".
Lots of Muzik observó que "Ross Jennings brinda una actuación impresionante, así también los demás. Si bien todos están concentrados en sus respectivos instrumentos, todos llevan a cabo su actuación sin ningún esfuerzo[...]"

## Lista de canciones
La lista de canciones consiste en dos CDs, dos DVD y tres vídeos oficiales.
DVD 1 - En vivo en Ámsterdam 2017
1. "affinity.exe/Initiate" (de Affinity)
2. "In Memoriam" (de The Mountain)
3. "1985" (de Affinity)
4. "Red Giant" (de Affinity)
5. "Aquamedley" (popurrí de Aquarius)
6. "As Death Embraces" (de The Mountain)
7. "Atlas Stone" (de The Mountain)
8. "Cockroach King" (de The Mountain)
9. "The Architect" (de Affinity)
10. "The Endless Knot" (de Affinity)
11. "Visions" (de Visions)

DVD 2 - En vivo en el Prog Power 2016
1. "Falling Back to Earth" (de The Mountain)
2. "Earthrise" (de Affinity)
3. "Pareidolia" (de The Mountain)
4. "Crystallised" (de Restoration)
5. "Initiate" (Vídeo oficial)
6. "Earthrise" (Vídeo oficial)
7. "Lapse" (Vídeo oficial)

CD 1 - En vivo en Ámsterdam 2017
Todas las canciones y arreglos fueron escritos por Haken, excepto donde se indica lo contrario.

| N.º | Título                  | Letras                           | Música           | Duración |  |
| 1.  | «affinity.exe/Initiate» |                                  |                  | 6:00     |  |
| 2.  | «In Memoriam»           | Charlie Griffiths, Ross Jennings | Richard Henshall | 4:42     |  |
| 3.  | «1985»                  |                                  |                  | 9:21     |  |
| 4.  | «Red Giant»             |                                  |                  | 6:31     |  |
| 5.  | «Aquamedley»            | Jennings                         | Henshall         | 22:26    |  |

CD 2 - En vivo en Ámsterdam 2017
Todas las canciones y arreglos fueron escritos por Haken, excepto donde se indica lo contrario.

| N.º | Título              | Letras                              | Música   | Duración |  |
| 1.  | «As Death Embraces» | Diego Tejeida                       | Tejeida  | 3:50     |  |
| 2.  | «Atlas Stone»       | Raymond Hearne, Jennings, Griffiths | Henshall | 7:12     |  |
| 3.  | «Cockroach King»    | Henshall                            | Henshall | 8:17     |  |
| 4.  | «The Architect»     |                                     |          | 15:59    |  |
| 5.  | «The Endless Knot»  |                                     |          | 6:34     |  |
| 6.  | «Visions»           | Jennings                            | Henshall | 23:34    |  |

## Personal
- Ross Jennings - voz
- Richard Henshall - guitarras, teclados, coros
- Charlie Griffiths - guitarras, coros
- Raymond Hearne - batería, tuba, coros
- Diego Tejeida - teclados, coros
- Conner Green - bajo, coros
- Mike Portnoy - gong (en "Crystallised")